# Guillaume Couture (compositeur québécois)
Pour les articles homonymes, voir Guillaume Couture et Couture (homonymie).
Guillaume Couture (23 octobre 1851 - 15 janvier 1915), né et mort à Montréal, au Québec, était un musicien, maître de chapelle, professeur, compositeur, critique musical, chef de chœur et chef d'orchestre, au tournant du XXe siècle à Montréal.

## Biographie
Dès l’âge d’aller à l’école, il fréquente à Montréal les classes des Frères des Écoles chrétiennes de la paroisse Sainte-Brigide, où il apprend les bases du solfège. À 13 ans, le jeune Couture décroche le poste de maître de chapelle à l'église Sainte-Brigide. Léon A. Sentenne, le curé de l’église Saint-Jacques, entend parler du musicien et l’invite à prendre, en 1867, la maîtrise de son église. Il semble que, grâce à Guillaume Couture, « les chœurs mixtes, les dimanches et jours de fête, réussissent de belles messes ». La même année, il est chargé des classes de solfège de l’École normale Jacques-Cartier par l’abbé Verreau, directeur de l’école. Pendant cette période, à l’église Saint-Jacques, le curé « n’a que des éloges à l’adresse de l’artiste, jeune homme sérieux, possédant de rares aptitudes musicales ». L’abbé Sentenne propose en 1873 au jeune professeur Couture, marié depuis deux ans à Malvina Hazen, de faire un voyage d’études à Paris, où il pourra approfondir la théorie musicale.

### Une première année de vie parisienne
Parti de New York, il arrive à Paris le 20 juin 1873. Il s’inscrit au Conservatoire, mais les classes sont déjà bondées. On lui fait tout de même subir les examens d’entrée et ses aptitudes sont reconnues. On lui permet donc de suivre le cours d’harmonie de Théodore Dubois (1837-1924) pendant le premier trimestre, à titre d’étudiant étranger. On dit de Guillaume Couture qu’il est un étudiant zélé et consciencieux et qu’il fait, sous Dubois, « des progrès extraordinaires ».
Sachant que Guillaume Couture a une « assez bonne voix de baryton-martin », Dubois présente ce dernier à un professeur de chant prisé, Romain Bussine (1830-1899). Ce dernier offre gracieusement les cours de chant à Guillaume Couture, en plus de l’inviter à rester chez lui pour le reste de son voyage. C’est grâce à Bussine que Couture approfondit son cercle social. 
Il fréquente dorénavant Gabriel Fauré (1845-1924), Vincent d’Indy (1851-1931), Jules Massenet (1842-1912), Édouard Lalo (1823-1892) et Camille Saint-Saëns (1835-1921) dans les cafés de Paris, dont Le Bouillon François Ier. Couture est aussi l’invité de Lalo et de Saint-Saëns, aux soirées des Lundis. En juin 1874, Couture voit arriver la fin de son séjour à Paris. Il sollicite toutefois l’abbé Sentenne, par l’entremise de Théodore Dubois, pour une prolongation de séjour. Dans une lettre datée du 27 juin 1874 à l’abbé, Dubois écrit :
« Il a fait en une année ce qui, dans la majorité des cas, ne se fait qu’en deux ou trois années d’études. […] Ne pourrait-on pas lui permettre de passer encore une année à Paris? Non seulement il compléterait ses études d’harmonie, mais il pourrait faire aussi soigneusement le contrepoint, la fugue et même l’orchestration. »

### Une deuxième année de vie parisienne
L’abbé Sentenne consent à prolonger son mécénat d’un an. Guillaume Couture complète ainsi ses études d’harmonie avec Dubois et se classe 3e. Le jury lui décerne aussi un premier accessit, ce qui fait de lui le premier musicien d’Amérique à être lauréat du Conservatoire de Paris. Au début de l’année 1875, il est présenté par Romain Bussine au jury de la Société nationale de musique. La candidature du compositeur canadien est acceptée à l’unanimité. En mars, son motet Memorare, op. 1 (janvier 1875), écrit pour soli, chœur et orchestre, est présenté par La Société nationale de musique, et le 15 mai, au septième concert de La Société, sa Rêverie, op. 2 (avril 1875), pour orchestre, est créée sous la direction d’Édouard Colonne (1838-1910). 

### Le retour à Montréal
À la fin de l’été 1875, Guillaume Couture est de retour à Montréal. Il reprend son enseignement à l’École normale ainsi que son poste à Saint-Jacques, et devient critique musical à La Minerve. De Québec, Ernest Gagnon (1834-1915) adresse à l’artiste ses souhaits de bienvenue et le félicite pour ses accomplissements à Paris. Il suggère à son collègue de s’abstenir de trop critiquer « les spectacles divertissants de goût douteux »  prisés par la classe des commerçants. Toutefois, Couture ne tient pas compte de ces avertissements. Dans ses critiques, Couture « sait reconnaître les vraies valeurs et leur rendre hommage avec lucidité […] et il fustige si vigoureusement l'ignorance, la médiocrité et le charlatanisme de certains milieux, qu'il déchaîne contre lui de violentes inimitiés ». À cause des ennemis qu’il se fait, Couture a l’impression, à seulement 24 ans, d’avoir ruiné sa carrière musicale à Montréal. Il songe à retourner à Paris et à s’y installer pour de bon avec sa famille. Romain Bussine lui écrit : « Revenez donc, mon bon ami, vous savez si vous serez bien accueilli ». Bussine lui réserve un travail de correcteur de travaux au Conservatoire et, en juillet 1876, Couture part pour la France. Sa femme et ses deux fillettes arrivent en décembre 1876.

### Deuxième séjour à Paris
Au début de son deuxième séjour à Paris, Couture réussit à survivre grâce aux cours de chant qu’il donne et aux travaux de correction pour le Conservatoire. Toutefois, une excellente nouvelle survient. Théodore Dubois, alors maître de chapelle à l’église Sainte-Clotilde, accepte le poste d’organiste à la Madeleine. C’est Guillaume Couture qui lui succède à la maîtrise de Sainte-Clotilde où César Franck, « l’organiste le plus écouté de Paris, préside chaque dimanche aux claviers d’un merveilleux Cavaillé-Coll ». Couture occupe ce poste pendant 18 mois, puis décide, en décembre 1877, de rentrer définitivement à Montréal. Il est vraisemblable de croire qu’il prend cette décision par reconnaissance envers son mécène l’abbé Sentenne et avec le sentiment « d'avoir quelque chose à donner pour le développement de la vie musicale de son pays ». Au dire de son petit-fils, le compositeur Jean Papineau-Couture (1916-2000), « c'est en toute lucidité qu'il prend le chemin du retour, sachant qu'il rencontrera l'incompréhension, la jalousie, l'ignorance artistique... l'esclavage de la course au travail ».
Du deuxième séjour de Guillaume Couture à Paris, quelques éléments importants sont à retenir. Plusieurs de ses pièces religieuses, dont Salut pour les doubles majeures et mineures op. 5, trois chorals (O Salutaris, Adorate et Tantum Ergo) (août 1875), ont été éditées par Girod. De plus, son Quatuor-fugue op.3 (août 1875) est créé le 18 novembre par La Société. Il continue aussi d’entretenir des relations amicales avec André Messager (1853-1929), Dubois, Massenet, Fauré, Léo Delibes (1836-1891), Saint-Saëns et d’Indy. Helmut Kallman souligne que « peu de canadiens – certainement aucun à cette époque – ont eu, comme Couture, une relation intime avec des compositeurs célèbres ». Kallmann renchérit en disant que si Couture était resté à Paris, son nom serait probablement devenu célèbre dans l’histoire de la musique française.

### Le retour définitif à Montréal
En décembre 1877, soit à l’âge de 26 ans, Guillaume Couture s’établit définitivement à Montréal. C’est par son enseignement, par ses multiples tâches de chef d’orchestre et de chœur, à titre maître de chapelle et avec « la fermeté qui le caractérisait, qu’il entreprend à Montréal le travail de formation et de relèvement qu’il estimait nécessaire ». 

### Le maître de chapelle
En tant que maître de chapelle, il passe d’une maîtrise à l’autre. On le voit successivement Trinity (en 1878 pour peu de temps), au Christ Church (en 1878 pour quelques années), au Gesù (en 1880 pour 6 mois), à l’église Notre-Dame (en 1891 pour 4 mois), et finalement à la cathédrale Saint-Jacques, où il reste de 1893 jusqu’à sa mort. Les commentateurs évoquent différentes raisons pour justifier ces multiples changements. Alix Vaulchier donne l’explication que « ses exigences lui causent de fréquents désaccords  avec ses employeurs ». Le rôle de maître de chapelle lui permet d'écrire de nombreux arrangements de musique sacrée et de composer plusieurs œuvres religieuses qui ont enrichi le patrimoine musical canadien-français.  

### L’enseignant
L’enseignement est pour Guillaume Couture « le moyen le plus juste pour favoriser l'implantation solide et durable de la musique au Québec ». Comme enseignant, il donne des cours dans plusieurs établissements de Montréal, dont : le High School for Girls (1885), où il enseigne pour plus de 20 ans, la Villa-Maria (1892), le McGill Conservatory (1892), le couvent d’Hochelaga (1892), le Protestant High School (1895). De 1896 à 1898, il enseigne aussi au New England Conservatory de Boston, du mercredi au samedi, et revient à Montréal du dimanche au mardi. Il aura ce rythme pendant 3 ans. 

### Le directeur musical et l’organisateur
À titre de chef d’orchestre, on lui attribue autant d’intensité que comme enseignant. En 1880, on lui assigne la direction de la Société philharmonique de Montréal, qu’il occupera pendant 19 ans. Sous la direction de Couture, la Société philharmonique se développe en une organisation de premier plan comptant plus de 200 voix. Couture fonde la Société des Symphonistes, un groupe d’environ 50 instrumentistes, pour accompagner le chœur. Lorsqu’il manque de musiciens, le directeur fait appel à des instrumentistes de Boston ou de New York. Parmi les œuvres qui sont jouées par la Société philharmonique, plusieurs le sont pour la première fois à Montréal. Dans cette liste, on retrouve Elijah (1884) de Mendelssohn, le Requiem (1888) de Mozart, la 9e symphonie (1897) de Beethoven en première canadienne, et des versions concerts du Vaisseau fantôme (1895) et de Tannhäuser (1896) de Richard Wagner. Helmut Kallmann écrit que, si l’on considère la liste complète des chefs-d’œuvre introduits au Canada par Guillaume Couture, on peut conclure qu’il s’agit là d’un des apports individuels les plus importants à la culture canadienne. En 1890, il fonde successivement le Montreal Amateur Operatic Club, dont le premier concert est donné en 1892, et la Montreal Ladies Vocal Society. En 1894, J.-J. Goulet réunit des musiciens sous le nom de Montreal Symphony Orchestra, dirigé pendant deux saisons par Guillaume Couture, qui sera considéré comme l'origine de la première formation de l'Orchestre Symphonique de Montréal.

### Le critique musical
Comme critique musical, il collabore à la Revue de Montréal (1877), à La Patrie (1879-84) et au Montreal Daily Star (1889-90), sous le pseudonyme de « Symphony ».

### Le compositeur
En considérant le travail qu’il fait pour la vie musicale montréalaise, on peut comprendre pourquoi Guillaume Couture est critiqué quant aux reproches de certains commentateurs face à la qualité inégale de sa production de compositeur. Les spécialistes de Guillaume Couture disent que l’on peut diviser son œuvre en deux groupes de compositions plus marquantes : d’une part, les œuvres de jeunesse produites à Paris; d’autre part, celles « du réveil inattendu », deux œuvres écrites après qu’il eut passé la cinquantaine, c'est-à-dire : une Messe de Requiem, composée à la demande de sa nouvelle épouse, Mercédès Papineau, et exécutée en 1906 aux obsèques du ministre fédéral de la Marine et des Pêcheries, et aussi ancien maire de Montréal, Raymond Préfontaine, tout comme elle le sera aux propres funérailles du compositeur en 1915; ainsi que son œuvre majeure, un oratorio en trois parties, Jean le Précurseur — livret en prose de l'abbé Antonio Lebel, texte en français, adapté en vers libres par Albert Lozeau.
Ce chef-d'œuvre, l'oratorio Jean le Précurseur, ce « Poème lyrique religieux » qui avait été entamé en 1907 et terminé en 1911, est paru chez C. Joubert (en 3 volumes; 525 p.), à Paris, en 1914, et fut créé au Théâtre St-Denis, à Montréal, le 6 février 1923, par l'Association des chanteurs de Montréal, sous la direction de Jean Goulet. C'était huit ans après la mort du compositeur, qui n'a jamais entendu son chef-d'œuvre en pleine version orchestrale - une orchestration de Paul Puget -, mais seulement dans sa version réduite pour piano.
Sa sépulture est située dans le Cimetière Notre-Dame-des-Neiges, à Montréal.

### Partitions
- IMSLP Partitions de G. Couture, dont «Jean le Précurseur», partition chant et piano, et la Fugue en ré mineur pour orgue.